# Loïc Lambert
Loïc Lambert est un joueur de football né le 25 octobre 1966 au Mans qui évoluait au poste de milieu défensif devenu entraîneur.

## Biographie

### Formation et débuts
Loïc Lambert commence à jouer au football aux Cheminots Le Mans puis au SO Maine pendant la saison 1981-1982. Il fait partie de la sélection de la Ligue du Maine qui dispute la Coupe nationale des cadets en avril 1982. Il intègre le centre de formation du Stade lavallois quelques semaines plus tard, sous contrat apprenti. 
En 1983, il fait partie de l'équipe de France juniors B1. Aux côtés d'Alain Roche, Christophe Galtier et Franck Silvestre, il participe aux qualifications pour l'édition 1984 du championnat d'Europe des moins de 16 ans. En 1984 il remporte la Coupe Gambardella face au Montpellier de Laurent Blanc. 

### Carrière professionnelle
Il fait ses débuts en D1 à 18 ans, en juillet 1985. 
En 1987 il dispute le Tournoi de Toulon avec une équipe de France espoirs "bis". La sélection dirigée par Roger Lemerre et emmenée par David Ginola remporte la compétition face à la Bulgarie de Stoitchkov et Kostadinov. Loïc Lambert est titulaire lors des quatre matches et marque un but face à l'Angleterre de Gascoigne. 
À la fin de sa formation au Stade lavallois il signe son premier contrat professionnel, et joue 176 matches sous le maillot Tango.
En 1990 il part pour l'AS Saint-Étienne, où il reste trois ans, puis au Stade rennais, où il participe à la remontée du club en D1.
Au total, il dispute 317 matchs en Division 1 et 83 matchs en Division 2.

### Carrière d'entraîneur
En janvier 2002, il est diplômé du DEF (Diplôme d'entraîneur de football). Il est également titulaire d'un DESJEPS mention football, qui permet d'entraîner une équipe de niveau N2 ou N3, ou une équipe jeune dans un centre de formation. 
En 2016-2017 il participe à « Dix mois vers l'emploi », programme développé par l'UNECATEF à destination des entraîneurs sans club. 
En mai 2021 il obtient le brevet d'entraîneur professionnel de football (BEPF), plus haut diplôme d'entraîneur français. 

## Palmarès
- Vainqueur de la Coupe Gambardella en 1984 avec le Stade lavallois.
- Vainqueur du Tournoi de Toulon en 1987 avec l'équipe de France espoirs.